# Kosemin (gromada)
Kosemin – dawna gromada, czyli najmniejsza jednostka podziału terytorialnego Polskiej Rzeczypospolitej Ludowej w latach 1954–1972.
Gromady, z gromadzkimi radami narodowymi (GRN) jako organami władzy najniższego stopnia na wsi, funkcjonowały od reformy reorganizującej administrację wiejską przeprowadzonej jesienią 1954 do momentu ich zniesienia z dniem 1 stycznia 1973, tym samym wypierając organizację gminną w latach 1954–1972.
Gromadę Kosemin z siedzibą GRN w Koseminie utworzono – jako jedną z 8759 gromad na obszarze Polski – w powiecie sierpeckim w woj. warszawskim, na mocy uchwały nr VI/10/19/54 WRN w Warszawie z dnia 5 października 1954. W skład jednostki weszły obszary dotychczasowych gromad Jaworowo, Jaworowo-Jastrzębie, Jaworowo-Kłódź, Jaworowo-Lipa i Kosemin ze zniesionej gminy Kosemin oraz obszar dotychczasowej gromady Budy Piaseczne ze zniesionej gminy Koziebrody w tymże powiecie. Dla gromady ustalono 14 członków gromadzkiej rady narodowej.
31 grudnia 1961 gromadę zniesiono, włączając jej obszar do gromad: Koziebrody (wieś Budy Piaseczne) i Zawidz (wsie Jaworowo-Jastrzębie, Jaworowo-Kłódź, Jaworowo-Kolonia, Jaworowo-Lipa i Kosemin) w tymże powiecie.